# Nati il 14 luglio
| Questa pagina contiene informazioni ricavate automaticamente dalle voci biografiche con l'ausilio del template Bio e di un bot. L'aggiornamento è periodico e automatico e ricostruisce completamente la pagina. Se manca una persona in questa lista, sei pregato di non aggiungerla, ma accertati piuttosto che la sua voce biografica contenga il template Bio e che i dati anagrafici siano correttamente compilati. Se il template Bio manca, inseriscilo tu stesso o, in alternativa, metti l'avviso {{tmp\|Bio}} che ne segnala la mancanza. Se i dati riportati sono sbagliati, correggi direttamente la voce biografica; le modifiche saranno visibili in questa lista entro pochi giorni. Per chiarimenti vedi il progetto biografie. La lista contiene solo le 1.093 persone che sono citate nell'enciclopedia e per le quali è stato implementato correttamente il template Bio. Pagina aggiornata al 17 ago 2025. |

## X secolo(1)
- 926 - Murakami, imperatore giapponese († 967)

## XIII secolo(1)
- 1294 - Obizzo III d'Este, politico italiano († 1352)

## XV secolo(4)
- 1417 - Giovanni Andrea Bussi, umanista e vescovo cattolico italiano († 1475)
- 1448 - Filippo del Palatinato, nobile († 1508)
- 1454 - Agnolo Poliziano, poeta, umanista e filologo classico italiano († 1494)
- 1484 - Ottaviano de' Medici, italiano († 1546)

## XVI secolo(5)
- 1515 - Filippo I di Pomerania, duca tedesco († 1560)
- 1542 - Willem Canter, filologo classico olandese († 1575)
- 1559 - Gregorio Pagani, pittore italiano († 1605)
- 1575 - Augusto di Anhalt-Plötzkau, principe († 1653)
- 1579 - Cesare Magati, chirurgo, scrittore e religioso italiano († 1647)

## XVII secolo(17)
- 1602 - Giulio Mazzarino, cardinale, politico e diplomatico italiano († 1661)
- 1609 - Kaspar Jodok von Stockalper, mercante svizzero († 1691)
- 1610 - Ferdinando II de' Medici, sovrano italiano († 1670)
- 1614 - Gregorio De Lauro, storico e abate italiano
- 1623 - Edvige Sofia di Brandeburgo, principessa prussiana († 1683)
- 1634 - Pasquier Quesnel, teologo e religioso francese († 1719)
- 1637 - Ferdinand Bonaventura I von Harrach, nobile, diplomatico e politico austriaco († 1706)
- 1638 - Antonio Franchi, pittore italiano († 1709)
- 1654 - Tommaso Bonaventura della Gherardesca, arcivescovo cattolico italiano († 1721)
- 1656 - Massimiliano Carlo di Löwenstein-Wertheim-Rochefort, militare austriaco († 1718)
- 1658 - Camillo Rusconi, scultore italiano († 1728)
- 1671 - Jacques Eugène d'Allonville de Louville, astronomo e matematico francese († 1732)
- 1675 - Claude Alexandre de Bonneval, militare francese († 1747)
- 1675 - Juan Rodríguez Juárez, pittore messicano († 1728)
- 1695 - Antonio Maria Lupi, presbitero, epigrafista e antiquario italiano († 1737)
- 1699 - Vere Beauclerk, I Barone Vere, politico e ammiraglio inglese († 1781)
- 1699 - Philipp Ludwig von Sinzendorf, cardinale austriaco († 1747)

## XVIII secolo(41)
- 1709 - Luigi del Giudice, arcivescovo cattolico italiano († 1791)
- 1712 - Francesca Bicetti de Buttinoni, poetessa italiana († 1788)
- 1715 - Caterina Sagredo Barbarigo, nobildonna italiana († 1772)
- 1717 - Ventura Rodríguez, architetto spagnolo († 1785)
- 1721 - Bernardino Giraud, cardinale e arcivescovo cattolico italiano († 1782)
- 1724 - Cristofano Fumi, fantino italiano († 1772)
- 1736 - Louis Thiroux de Crosne, politico, magistrato e nobile francese († 1794)
- 1742 - Lodovico Ricci, economista, politico e storico italiano († 1799)
- 1743 - Gavriil Romanovič Deržavin, poeta, scrittore e drammaturgo russo († 1816)
- 1743 - William Paley, filosofo e teologo inglese († 1805)
- 1745 - Daniel Coke, politico e avvocato inglese († 1825)
- 1750 - Pieter Faes, pittore fiammingo († 1814)
- 1750 - Frederik Gottschalk von Haxthausen, politico norvegese († 1824)
- 1756 - Thomas Rowlandson, disegnatore inglese († 1827)
- 1757 - Anders Fredrik Skjöldebrand, generale svedese († 1834)
- 1761 - Jean-Henri-Ferdinand La Martelière, drammaturgo e scrittore francese († 1830)
- 1765 - Alessandro Berrettini, vescovo cattolico italiano († 1849)
- 1765 - Giacomo Filippo de Meester Hüyoel, generale e patriota italiano († 1852)
- 1766 - Antonio Savazzini, pittore italiano († 1822)
- 1766 - Jacob Sieberer, militare austriaco († 1814)
- 1769 - Gian Carlo Di Negro, nobile e poeta italiano († 1857)
- 1771 - Karl Asmund Rudolphi, fisiologo, zoologo e biologo svedese († 1832)
- 1776 - Pierre Daumesnil, generale francese († 1832)
- 1777 - Chikuden Tanomura, pittore giapponese († 1835)
- 1780 - Sebastiano Soldati, vescovo cattolico italiano († 1849)
- 1782 - Massimiliano Giuseppe d'Austria-Este, generale austriaco († 1863)
- 1784 - Paolo Pronio, generale italiano († 1853)
- 1785 - Mordecai Manuel Noah, drammaturgo, diplomatico e giornalista statunitense († 1851)
- 1785 - Stéphanie de Virieu, pittrice e scultrice francese († 1873)
- 1789 - Isidore Taylor, drammaturgo, artista e filantropo francese († 1879)
- 1789 - Michail Nikolaevič Zagoskin, drammaturgo e scrittore russo († 1852)
- 1792 - Giuseppe Doveri, matematico e filantropo italiano († 1857)
- 1793 - George Green, matematico e fisico britannico († 1841)
- 1793 - Heinrich Schreiber, teologo tedesco († 1872)
- 1794 - Krishnaraja Wodeyar III, principe indiano († 1868)
- 1794 - Nikolaj Nikolaevič Murav'ëv, generale e nobile russo († 1866)
- 1795 - Eleanor Anne Porden, poetessa e scrittrice britannica († 1825)
- 1796 - Domenico Reina, tenore svizzero († 1843)
- 1798 - Alessandro Antonelli, architetto e politico italiano († 1888)
- 1799 - Tommaso Giuseppe Luigi Girod, magistrato e politico italiano († 1866)
- 1800 - Jean Baptiste Dumas, chimico e politico francese († 1884)

## XIX secolo(159)
- 1801 - Luigi Gentili, missionario italiano († 1848)
- 1801 - Jean-Joseph Laurens, pittore e litografo francese († 1890)
- 1801 - Johannes Peter Müller, anatomista, fisiologo e ittiologo tedesco († 1858)
- 1803 - Francesco Scaramuzza, pittore e poeta italiano († 1886)
- 1804 - Ludwig von Benedek, militare ungherese († 1881)
- 1807 - Ventura de la Vega, letterato e drammaturgo argentino († 1865)
- 1808 - Heinrich Ahrens, filosofo e giurista tedesco († 1874)
- 1809 - Louis-Antoine Ormières, presbitero francese († 1890)
- 1810 - Aristide Boucicaut, imprenditore francese († 1877)
- 1812 - Buenaventura Báez, politico dominicano († 1884)
- 1814 - John Henry Anderson, illusionista britannico († 1874)
- 1814 - Felix von Schumacher, generale svizzero († 1894)
- 1815 - Moritz Hoernes, paleontologo austriaco († 1868)
- 1816 - Eusebio Barbetti, patriota italiano († 1848)
- 1816 - Joseph Arthur de Gobineau, diplomatico, scrittore e filosofo francese († 1882)
- 1816 - Edward Matthew Ward, pittore inglese († 1879)
- 1816 - Antónia Zichy, nobile e rivoluzionaria ungherese († 1888)
- 1817 - Maria Teresa d'Austria-Este, regina († 1886)
- 1817 - Angelo Camillo De Meis, patriota, filosofo e politico italiano († 1891)
- 1817 - Cesare Della Vida, banchiere, politico e armatore italiano († 1879)
- 1818 - Nathaniel Lyon, generale statunitense († 1861)
- 1823 - Pëtr Lavrovič Lavrov, giornalista, filosofo e rivoluzionario russo († 1900)
- 1824 - Fabio Carcani di Montaltino, patriota e politico italiano († 1889)
- 1825 - Adolf Cluss, architetto tedesco († 1905)
- 1825 - Enrico VII di Reuss-Köstritz, diplomatico tedesco († 1906)
- 1828 - Jervis McEntee, pittore statunitense († 1891)
- 1828 - Joseph Wells, crickettista inglese († 1910)
- 1829 - Edward White Benson, arcivescovo anglicano inglese († 1896)
- 1830 - Henry Bird, scacchista britannico († 1908)
- 1832 - Lucien Quélet, naturalista e micologo francese († 1899)
- 1834 - János Zichy, nobile e militare ungherese († 1916)
- 1835 - Ottavio Morisani, ginecologo e politico italiano († 1914)
- 1839 - Anna Risi, modella italiana († 1900)
- 1840 - Raffaele Riviello, presbitero e storico italiano († 1897)
- 1841 - Wilhelm Jacob van Bebber, meteorologo tedesco († 1909)
- 1841 - Manuel Candamo, politico peruviano († 1904)
- 1842 - William Barbey, ingegnere svizzero († 1914)
- 1843 - Valentine Ball, geologo e ornitologo irlandese († 1894)
- 1844 - Smith Streeter, giocatore di roque statunitense († 1930)
- 1846 - Herbert Druce, entomologo britannico († 1913)
- 1846 - Hans Langseth, norvegese († 1927)
- 1847 - Hermann Fehling, ginecologo tedesco († 1925)
- 1847 - August Eduard Martin, ginecologo tedesco († 1933)
- 1847 - Tito Troja, pittore italiano († 1916)
- 1850 - Robert Brower, attore statunitense († 1934)
- 1850 - Vittorio Cipelli, avvocato e politico italiano († 1929)
- 1852 - James Dwight, tennista statunitense († 1917)
- 1854 - Aleksandr Aleksandrovič Kopylov, violinista e compositore russo († 1911)
- 1854 - Dave Rudabaugh, pistolero statunitense († 1886)
- 1855 - Muhammad V al-Nasir, sovrano tunisino († 1922)
- 1857 - Luigi Marescalchi Gravina, avvocato e politico italiano († 1936)
- 1857 - Vittorio Amedeo Ranuzzi de' Bianchi, cardinale e arcivescovo cattolico italiano († 1927)
- 1859 - Willy Hess, violinista e insegnante tedesco († 1939)
- 1860 - Owen Wister, scrittore statunitense († 1938)
- 1861 - August Harambašić, poeta, scrittore e politico croato († 1911)
- 1861 - Leopoldo Sabbatini, avvocato italiano († 1914)
- 1861 - Edmond Tapissier, pittore, litografo e illustratore francese († 1943)
- 1862 - Alessandro Albicini, politico italiano († 1941)
- 1862 - Florence Bascom, geologa e docente statunitense († 1945)
- 1862 - Gustav Klimt, pittore austriaco († 1918)
- 1863 - Charles Le Goffic, poeta, romanziere e critico letterario francese († 1932)
- 1864 - Hermine Rheinberger, scrittrice e poetessa liechtensteinese († 1932)
- 1865 - Annie Jones, circense statunitense († 1902)
- 1866 - Ventura Fernández López, scrittore, poeta e drammaturgo spagnolo († 1944)
- 1866 - Edwin Brant Frost, astronomo statunitense († 1935)
- 1866 - Oscar Marx, politico statunitense († 1923)
- 1866 - Milica del Montenegro, principessa montenegrina († 1951)
- 1866 - Ragnar Östberg, architetto svedese († 1945)
- 1867 - Ferdinand Küchler, violinista e compositore tedesco († 1937)
- 1867 - Ettore Molinari, chimico e anarchico italiano († 1926)
- 1868 - Gertrude Bell, archeologa, scrittrice e esploratrice britannica († 1926)
- 1871 - Theo Frenkel, regista, attore e sceneggiatore olandese († 1956)
- 1872 - Irene Abendroth, soprano austriaco († 1932)
- 1873 - Luigi Bauch, poeta italiano († 1945)
- 1873 - Ludwig Meyländer genannt Rogalla von Bieberstein, militare tedesco († 1940)
- 1874 - ʿAbbās Ḥilmī, egiziano († 1944)
- 1874 - André-Louis Debierne, chimico francese († 1949)
- 1874 - Aleksandr Petrovič Panteleev, regista cinematografico russo († 1948)
- 1875 - Egisto Cagnoni, sindacalista e politico italiano († 1944)
- 1875 - Alfredo De Antoni, attore e regista italiano († 1953)
- 1875 - Richard Delbrück, archeologo tedesco († 1957)
- 1875 - Clemens von Franckenstein, compositore tedesco († 1942)
- 1876 - Maurizio Ascoli, medico italiano († 1958)
- 1876 - Agnes Nicholls, soprano inglese († 1959)
- 1876 - Domizio Torrigiani, avvocato italiano († 1932)
- 1877 - Sita Camperio Meyer, infermiera e militare italiana († 1967)
- 1877 - Ugo Pizzarello, generale italiano († 1959)
- 1878 - Donald Meek, attore britannico († 1946)
- 1878 - Giovanni Battista Peruzzo, arcivescovo cattolico italiano († 1963)
- 1879 - Carlo Ottolenghi, dirigente d'azienda italiano († 1945)
- 1879 - Umberto Prencipe, pittore e incisore italiano († 1962)
- 1881 - Oscar Friede, tiratore di fune statunitense († 1943)
- 1881 - Felice Girola, attore e regista italiano († 1960)
- 1881 - Matteo Roux, generale italiano († 1952)
- 1882 - Teddy Billington, pistard statunitense († 1966)
- 1882 - Giuseppe Gronchi, scultore italiano († 1944)
- 1882 - Abraham Zevi Idelsohn, musicista e etnologo lettone († 1938)
- 1882 - E.F. Symmons, regista britannico († 1957)
- 1883 - Pedro Blanco López, compositore, pianista e critico musicale spagnolo († 1919)
- 1883 - Alessandro Vaccaneo, generale italiano († 1945)
- 1884 - Adalberto di Prussia, nobile prussiano († 1948)
- 1884 - Emilio Cecchi, critico letterario e critico d'arte italiano († 1966)
- 1884 - Shahan Natalie, scrittore, politico e giornalista armeno († 1983)
- 1885 - Maurice Athanase Le Luc, ammiraglio francese († 1964)
- 1885 - Tom Kennedy, attore statunitense († 1965)
- 1885 - Sisavang Vong, re laotiano († 1959)
- 1886 - Georges Bon, calciatore francese († 1949)
- 1886 - Ernst Nobs, politico svizzero († 1957)
- 1886 - Fred Sauer, regista, sceneggiatore e attore austriaco († 1952)
- 1886 - Manfred von Killinger, militare e politico tedesco († 1944)
- 1887 - Bonaventura di Santa Caterina, presbitero spagnolo († 1936)
- 1887 - William Heneage Ogilvie, chirurgo britannico († 1971)
- 1888 - Enrico Accorretti, ammiraglio e aviatore italiano († 1978)
- 1888 - Kakutsa Cholokashvili, militare georgiano († 1930)
- 1888 - Odile Defraye, ciclista su strada e pistard belga († 1965)
- 1888 - Bohumil Mathesius, poeta, traduttore e linguista ceco († 1952)
- 1888 - Luther Reed, sceneggiatore e regista statunitense († 1961)
- 1888 - Ton Satomi, scrittore giapponese († 1983)
- 1888 - Scipio Slataper, scrittore e militare italiano († 1915)
- 1888 - Jacques de Lacretelle, romanziere francese († 1985)
- 1889 - Hermann Hurni, calciatore e imprenditore svizzero († 1965)
- 1889 - Ante Pavelić, politico croato († 1959)
- 1889 - Lyda Salmonova, attrice ceca († 1968)
- 1889 - Annie Speirs, nuotatrice britannica († 1926)
- 1890 - Bruno Leydet, scrittore francese († 1962)
- 1890 - Vladimir Voronov, attore sovietico († 1985)
- 1890 - Ossip Zadkine, scultore russo († 1967)
- 1891 - Henri Marcel Gaussen, botanico francese († 1981)
- 1891 - Fritz Kampers, attore tedesco († 1950)
- 1891 - Werner Rittberger, pattinatore artistico su ghiaccio e allenatore di pattinaggio su ghiaccio tedesco († 1975)
- 1891 - Michele Saba, giornalista e politico italiano († 1957)
- 1892 - Gerhard Rohlfs, filologo, linguista e glottologo tedesco († 1986)
- 1893 - Vittorio Lombardi, alpinista, imprenditore e mecenate italiano († 1957)
- 1893 - Spencer Williams Jr., attore, regista e sceneggiatore statunitense († 1969)
- 1894 - Dave Fleischer, animatore, produttore cinematografico e regista statunitense († 1979)
- 1894 - Hal C. Kern, montatore statunitense († 1985)
- 1894 - Masaji Kitano, generale e medico giapponese († 1986)
- 1894 - Alberto Picco di Ulrico, militare e calciatore italiano († 1915)
- 1894 - Antonio Valente, architetto e scenografo italiano († 1975)
- 1895 - Eugenio Bertuetti, giornalista, critico teatrale e commediografo italiano († 1964)
- 1895 - Richard Walther Darré, politico e generale tedesco († 1953)
- 1895 - Frank Raymond Leavis, critico letterario e insegnante britannico († 1978)
- 1895 - Giovanni Trabucco, militare e calciatore italiano († 1980)
- 1896 - Ferdinando Giuseppe Antonelli, cardinale e arcivescovo cattolico italiano († 1993)
- 1896 - Jean Dixon, attrice statunitense († 1981)
- 1896 - Buenaventura Durruti, anarchico, sindacalista e rivoluzionario spagnolo († 1936)
- 1897 - Gino Baldassari, politico italiano († 1989)
- 1897 - Plaek Phibunsongkhram, generale e politico thailandese († 1964)
- 1898 - Happy Chandler, politico e dirigente sportivo statunitense († 1991)
- 1898 - Harry Watson, hockeista su ghiaccio canadese († 1957)
- 1899 - Carlo Boiardi, vescovo cattolico italiano († 1970)
- 1899 - Martha Mansfield, attrice statunitense († 1923)
- 1899 - George Martin, calciatore e allenatore di calcio scozzese († 1972)
- 1899 - Salvatore Salvatori, educatore italiano († 1983)
- 1900 - Hermann Euler, pittore tedesco († 1970)
- 1900 - Francesco Martino, ginnasta italiano († 1965)
- 1900 - Léonide Moguy, regista e sceneggiatore francese († 1976)
- 1900 - Samuel Ruben, inventore e imprenditore statunitense († 1988)
- 1900 - Richard Walzer, grecista e filologo tedesco († 1975)

## XX secolo(844)
- 1901 - Gino Boccasile, illustratore, pubblicitario e militare italiano († 1952)
- 1901 - Antonio Cerotti, calciatore argentino († 1979)
- 1901 - Gerald Finzi, compositore inglese († 1956)
- 1901 - Lucien Prival, attore statunitense († 1994)
- 1901 - George Tobias, attore statunitense († 1980)
- 1902 - Folco Buonamici, militare italiano († 1990)
- 1902 - Paul Guilfoyle, attore e regista statunitense († 1961)
- 1902 - Josef Toufar, presbitero ceco († 1950)
- 1902 - Moderato Wisintainer, calciatore brasiliano († 1986)
- 1903 - Randall Duell, scenografo statunitense († 1992)
- 1903 - Attilio Germano, politico italiano († 1982)
- 1903 - Eugenio Ferdinando Palmieri, giornalista, poeta e drammaturgo italiano († 1968)
- 1903 - Carlos Prío Socarrás, politico cubano († 1977)
- 1903 - Antonio Rostagni, fisico italiano († 1988)
- 1903 - Irving Stone, scrittore statunitense († 1989)
- 1904 - Luigi Borromeo, avvocato e politico italiano († 1956)
- 1904 - František Donth, fondista cecoslovacco
- 1904 - Eleonora Francini, botanica italiana († 1984)
- 1904 - Hans Bernd Gisevius, militare e diplomatico tedesco († 1974)
- 1904 - Zita Johann, attrice e regista teatrale austro-ungarica († 1993)
- 1904 - Bruno Nicolini, calciatore italiano
- 1904 - Louis Rapkine, biologo francese († 1948)
- 1904 - Muhammad Najib al-Ruba'i, politico e generale iracheno († 1965)
- 1904 - Josef Straka, canottiere cecoslovacco († 1976)
- 1905 - Francesco Gallo, militare italiano († 1944)
- 1905 - Ruggero Maregatti, velocista e lunghista italiano († 1963)
- 1905 - Laurence Chisholm Young, matematico statunitense († 2000)
- 1906 - Olive Borden, attrice statunitense († 1947)
- 1906 - Nello Brambilla, aviatore e ufficiale italiano († 1941)
- 1907 - Annabella, attrice francese († 1996)
- 1907 - Craven Hohler, schermidore britannico († 1940)
- 1907 - Venturino Panebianco, archeologo e storico italiano († 1980)
- 1907 - Chico Landi, pilota automobilistico brasiliano († 1989)
- 1907 - Maria Solveg-Matray, attrice, sceneggiatrice e coreografa tedesca († 1993)
- 1907 - Teresa Tirelli, conduttrice radiofonica statunitense († 1989)
- 1908 - Filippo Beltrami, partigiano e antifascista italiano († 1944)
- 1908 - Anton Francesco Filippini, scrittore e poeta italiano († 1985)
- 1908 - Benny Grant, hockeista su ghiaccio canadese († 1991)
- 1908 - Giovanni Mosca, giornalista, umorista e illustratore italiano († 1983)
- 1908 - Edoardo Ratti, calciatore italiano († 1991)
- 1908 - George Sherman, regista statunitense († 1991)
- 1909 - Mario Chiari, scenografo, costumista e sceneggiatore italiano († 1989)
- 1909 - Frank Glasgow Tinker, aviatore statunitense († 1939)
- 1909 - Raúl Landini, pugile argentino († 1988)
- 1909 - Alejandro Morera Soto, allenatore di calcio e calciatore costaricano († 1995)
- 1909 - Luigi Zamboni, militare italiano († 1943)
- 1910 - Giovanni Acci, pittore italiano († 1979)
- 1910 - Paul Chocque, pistard e ciclista su strada francese († 1949)
- 1910 - Luigi De Manincor, velista italiano († 1986)
- 1910 - Lucas Demare, regista, sceneggiatore e produttore cinematografico argentino († 1981)
- 1910 - William Hanna, regista, produttore televisivo e produttore cinematografico statunitense († 2001)
- 1910 - Teofano Ubaldo Stella, vescovo cattolico e missionario italiano († 1978)
- 1910 - Georges Winckelmans, calciatore e allenatore di calcio francese († 1991)
- 1911 - Vladimir Ivanovič Ovčinnikov, pittore russo († 1978)
- 1911 - Terry-Thomas, attore e cabarettista britannico († 1990)
- 1911 - Willi Tiefel, calciatore tedesco († 1941)
- 1912 - Miriam Battista, attrice statunitense († 1980)
- 1912 - Northrop Frye, critico letterario canadese († 1991)
- 1912 - Woody Guthrie, musicista, cantautore e scrittore statunitense († 1967)
- 1912 - Maurice Piot, schermidore francese († 1996)
- 1912 - Juan Vázquez Tenreiro, calciatore e allenatore di calcio spagnolo († 1957)
- 1912 - Henry Wellesley, VI duca di Wellington, nobile e militare inglese († 1943)
- 1913 - Vincenzo Ambrosio, militare italiano († 1941)
- 1913 - Giorgio Bocchino, schermidore italiano († 1995)
- 1913 - Gerald Ford, politico statunitense († 2006)
- 1913 - René Llense, calciatore francese († 2014)
- 1913 - Urraca di Borbone-Due Sicilie, principessa († 1999)
- 1914 - Enrico Allorio, giurista italiano († 1994)
- 1914 - Herb Bonn, cestista statunitense († 1943)
- 1914 - Angelo Caimo, calciatore italiano († 1998)
- 1914 - Italo Rossi, partigiano italiano († 1944)
- 1914 - Anna Tanzini, ginnasta italiana
- 1915 - Giuseppe Adami, arbitro di calcio italiano († 2007)
- 1915 - Guido Leoni, pilota motociclistico italiano († 1951)
- 1915 - Bruno Makain, enigmista italiano († 2008)
- 1915 - Toby Wing, attrice statunitense († 2001)
- 1916 - Ignazio Caruso, politico italiano († 1997)
- 1916 - Salvatore Gattoni, militare e aviatore italiano († 1943)
- 1916 - Natalia Ginzburg, scrittrice, drammaturga e traduttrice italiana († 1991)
- 1917 - Jim Armstrong, lottatore, rugbista a 13 e allenatore di rugby a 13 australiano († 1981)
- 1917 - Douglas Edwards, conduttore televisivo e conduttore radiofonico statunitense († 1990)
- 1917 - Herbert Kenwith, produttore televisivo statunitense († 2008)
- 1917 - Arthur Laurents, scrittore, librettista e sceneggiatore statunitense († 2011)
- 1917 - Vladimir Nikanorov, calciatore e hockeista su ghiaccio sovietico († 1980)
- 1917 - Pietro Paolo Oros, presbitero ungherese († 1953)
- 1918 - Ingmar Bergman, regista, sceneggiatore e drammaturgo svedese († 2007)
- 1918 - Egmont Prinz zu Lippe-Weissenfeld, aviatore tedesco († 1944)
- 1918 - Cesarino Niccolai, politico italiano († 2005)
- 1919 - Eugene Allen, statunitense († 2010)
- 1919 - Chuan Chu, informatico cinese († 2011)
- 1919 - Marinko Gjivoje, scrittore e esperantista jugoslavo († 1982)
- 1919 - Lino Ventura, attore e lottatore italiano († 1987)
- 1920 - Paul Crauchet, attore francese († 2012)
- 1921 - Bruno Bocconi, militare e partigiano italiano († 1945)
- 1921 - Bill Durkee, cestista statunitense († 2006)
- 1921 - Sixto Durán Ballén, politico ecuadoriano († 2016)
- 1921 - Leon Garfield, scrittore e sceneggiatore britannico († 1996)
- 1921 - Pietro Guida, scultore italiano († 2024)
- 1921 - Assunta Almirante, italiana († 2022)
- 1921 - Geoffrey Wilkinson, chimico britannico († 1996)
- 1922 - Julio Cozzi, calciatore argentino († 2011)
- 1922 - Lucie Daouphars, modella francese († 1963)
- 1922 - Käbi Laretei, pianista svedese († 2014)
- 1922 - Bill Millin, militare scozzese († 2010)
- 1922 - Robin Olds, generale e aviatore statunitense († 2007)
- 1922 - Bruno Pulga, pittore italiano († 1993)
- 1922 - Eulogio Sandoval, calciatore boliviano
- 1923 - Franco Bertinetti, schermidore italiano († 1995)
- 1923 - Luciano Damiani, scenografo, costumista e regista teatrale italiano († 2007)
- 1923 - Michiko Hirayama, soprano giapponese († 2018)
- 1923 - Primo Nebiolo, dirigente sportivo italiano († 1999)
- 1923 - Alex Perolli, calciatore e allenatore di calcio albanese († 1994)
- 1923 - Dale Robertson, attore statunitense († 2013)
- 1923 - Willie Steele, lunghista statunitense († 1989)
- 1923 - António Quadros, filosofo e scrittore portoghese († 1993)
- 1924 - Val Avery, attore statunitense († 2009)
- 1924 - Piero Bellugi, musicista e direttore d'orchestra italiano († 2012)
- 1924 - Enzo Brunori, pittore italiano († 1993)
- 1924 - Roberto Cinquini, montatore italiano († 1965)
- 1924 - Paul Guiberteau, presbitero francese († 2010)
- 1924 - Justo Morán, cestista ecuadoriano († 2013)
- 1924 - Rino Negri, giornalista italiano († 2011)
- 1924 - Renzo Ranuzzi, cestista e allenatore di pallacanestro italiano († 2014)
- 1924 - Piet Salomons, pallanuotista olandese († 1948)
- 1924 - Ernesto Vichi, ingegnere italiano († 2008)
- 1925 - Francisco Álvarez Martínez, cardinale e arcivescovo cattolico spagnolo († 2022)
- 1925 - Elmo Bovio, calciatore argentino († 2017)
- 1925 - Hugh Gillin, attore statunitense († 2004)
- 1925 - Carlos Alberto Velázquez, ex pentatleta e ex schermidore argentino
- 1926 - Angelo Bianchi, genetista italiano († 2020)
- 1926 - Wallace Diestelmeyer, pattinatore artistico su ghiaccio canadese († 1999)
- 1926 - Ottorino Enzo, canottiere italiano († 2012)
- 1926 - Wah Wah Jones, cestista e allenatore di pallacanestro statunitense († 2014)
- 1926 - Harry Dean Stanton, attore statunitense († 2017)
- 1927 - Giovanni Chiesa, politico italiano († 1982)
- 1927 - Domenico Farias, giurista e filosofo italiano († 2002)
- 1927 - Eero Lohi, pentatleta finlandese († 2023)
- 1927 - Nino Lombardo, politico italiano († 2018)
- 1927 - Henri Skiba, calciatore e allenatore di calcio francese († 2018)
- 1928 - Louis Calaferte, scrittore italiano († 1994)
- 1928 - Harvey Dubner, ingegnere e matematico statunitense († 2019)
- 1928 - Anna Kolesárová, beata slovacca († 1944)
- 1928 - Boris Kuznecov, calciatore sovietico († 1999)
- 1928 - Lodovico Lessona, pianista italiano († 1972)
- 1928 - Fabio Monti, arbitro di calcio italiano († 1997)
- 1928 - Nancy Olson, attrice statunitense
- 1928 - Dave Power, mezzofondista e maratoneta australiano († 2014)
- 1928 - Ole Schmidt, compositore, direttore d'orchestra e pianista danese († 2010)
- 1928 - Lucyna Winnicka, attrice polacca († 2013)
- 1929 - Renato De Fusco, architetto, designer e teorico dell'architettura italiano († 2024)
- 1929 - Leonid Ivanovič Kuprijanovič, ingegnere e inventore sovietico († 1994)
- 1930 - Polly Bergen, attrice e cantante statunitense († 2014)
- 1930 - Herbert Dörner, calciatore tedesco († 1991)
- 1930 - Ruth Drexel, attrice tedesca († 2009)
- 1930 - James Fifer, canottiere statunitense († 1986)
- 1930 - Juan Guidi, calciatore argentino († 1973)
- 1930 - Mario Maranzana, attore, doppiatore e regista teatrale italiano († 2012)
- 1930 - Sabu Martinez, musicista e percussionista statunitense († 1979)
- 1931 - Guido Citterio, pattinatore di velocità su ghiaccio italiano († 2025)
- 1931 - Mirella Ricciardi, fotografa, scrittrice e attrice italiana
- 1931 - Robert Stephens, attore britannico († 1995)
- 1931 - Kalevi Suoniemi, ginnasta finlandese († 2010)
- 1932 - Margarita di Baden, principessa tedesca († 2013)
- 1932 - Anatolij Isaev, calciatore sovietico († 2016)
- 1932 - Helga Liné, attrice, ex ballerina e circense tedesca
- 1932 - Michael Mallett, storico inglese († 2008)
- 1932 - Riccardo Misasi, politico italiano († 2000)
- 1932 - Del Reeves, cantautore statunitense († 2007)
- 1932 - Guido Vincenzi, allenatore di calcio e calciatore italiano († 1997)
- 1933 - Richard Barrett, cantante, cantautore e produttore discografico statunitense († 2006)
- 1933 - Fernanda Santorsola, funzionaria italiana
- 1933 - Masae Kasai, pallavolista giapponese († 2013)
- 1933 - Daniele Piombi, conduttore televisivo, conduttore radiofonico e autore televisivo italiano († 2017)
- 1934 - Blanca Barrón, ex nuotatrice messicana
- 1934 - Ian Crawford, calciatore e allenatore di calcio scozzese († 2007)
- 1934 - Trevor Fancutt, tennista e allenatore di tennis sudafricano († 2022)
- 1934 - Lee Friedlander, fotografo statunitense
- 1934 - Gotlib, fumettista francese († 2016)
- 1934 - Marlene Mathews, ex velocista australiana
- 1934 - Ángel del Pozo, attore, sceneggiatore e regista spagnolo († 2025)
- 1935 - Donald Arnold, canottiere canadese († 2021)
- 1935 - Milan Dolinský, ex calciatore cecoslovacco
- 1935 - Rafael Egusquiza, hockeista su prato spagnolo († 2017)
- 1935 - Ei-ichi Negishi, chimico giapponese († 2021)
- 1935 - Svend Aage Rask, calciatore danese († 2020)
- 1936 - Marisa Allasio, attrice italiana
- 1936 - Robert Overmyer, astronauta statunitense († 1996)
- 1936 - Aleksandr Pavlovskij, schermidore sovietico († 1977)
- 1937 - Gabriela Karska, ex cestista polacca
- 1937 - Massimo Lo Jacono, scrittore e giornalista italiano
- 1937 - Yoshirō Mori, politico e dirigente sportivo giapponese
- 1937 - Glauco Moro, politico italiano († 2017)
- 1937 - Shelby Wilson, ex lottatore statunitense
- 1938 - Guram Cchovrebov, calciatore sovietico († 1998)
- 1938 - James Christy, astronomo statunitense
- 1938 - Ketty La Rocca, artista italiana († 1976)
- 1938 - Jean-Louis Leonetti, calciatore francese († 2020)
- 1938 - Giorgio Noseda, medico svizzero
- 1938 - Roberto Maria Radice, imprenditore e politico italiano († 2012)
- 1938 - Jerry Rubin, politico e attivista statunitense († 1994)
- 1938 - Moshe Safdie, architetto israeliano
- 1938 - Sergio Tardioli, attore italiano († 2023)
- 1939 - Marcello Brunelli, neurofisiologo italiano († 2020)
- 1939 - Eduard Brunner, clarinettista svizzero († 2017)
- 1939 - Marcel Callewaert, ex copilota di rally francese
- 1939 - Karel Gott, cantante e attore ceco († 2019)
- 1939 - Sid Haig, attore statunitense († 2019)
- 1939 - Mario Lavagetto, critico letterario italiano († 2020)
- 1939 - O'tkir Sultonov, politico uzbeko († 2015)
- 1939 - Vince Taylor, cantante e musicista britannico († 1991)
- 1939 - Manuel Vázquez Montalbán, scrittore, saggista e giornalista spagnolo († 2003)
- 1940 - Wolfgang Bartels, sciatore alpino e allenatore di sci alpino tedesco († 2007)
- 1940 - Lucillo Lievore, ex ciclista su strada italiano
- 1940 - Renato Pozzetto, attore, comico e cabarettista italiano
- 1940 - Félix Ruiz, calciatore spagnolo († 1993)
- 1941 - Sayed Ali Akbar Haydari, ex lottatore iraniano
- 1941 - Emmanuel Dongala, scrittore centrafricano
- 1941 - Andreas Khol, politico austriaco
- 1941 - León Najnudel, cestista, allenatore di pallacanestro e dirigente sportivo argentino († 1998)
- 1941 - Tat'jana Dmitrievna Kuznecova, cosmonauta e ingegnere russa († 2018)
- 1942 - Herb Fitzgibbon, ex tennista statunitense
- 1942 - Javier Solana, politico spagnolo
- 1943 - Cirilio Fernandez, ex calciatore uruguaiano
- 1943 - Kika Llorens, ex cestista paraguaiana
- 1943 - Johnny Mathis, cestista e allenatore di pallacanestro statunitense († 2023)
- 1943 - Christopher Priest, scrittore di fantascienza britannico († 2024)
- 1943 - Ken Willard, giocatore di football americano statunitense
- 1943 - Marilyn Wilson, ex nuotatrice australiana
- 1944 - Giuseppe Bommarito, carabiniere italiano († 1983)
- 1944 - Sheldon Brown, ciclista e informatico statunitense († 2008)
- 1944 - Aldo Cacioppo, cestista e allenatore di pallacanestro italiano
- 1944 - Daniel Califano, ex calciatore argentino
- 1944 - Piero Cotto, cantante e chitarrista italiano
- 1944 - Renato Ellero, politico italiano
- 1944 - Mike Hewitt, ex calciatore scozzese
- 1944 - Lynn Loring, attrice, produttrice televisiva e produttrice cinematografica statunitense († 2023)
- 1944 - Aad Mansveld, calciatore olandese († 1991)
- 1944 - Giovanni Mongini, scrittore, produttore cinematografico e saggista italiano († 2025)
- 1944 - Georgi Popov, calciatore bulgaro († 2024)
- 1944 - Juan Carlos Touriño, calciatore argentino († 2017)
- 1945 - Roberto Fabbricini, dirigente sportivo italiano
- 1945 - Pablo Forlán, allenatore di calcio e ex calciatore uruguaiano
- 1945 - Jim Gordon, batterista statunitense († 2023)
- 1945 - Jun Papa, cestista filippino († 2005)
- 1946 - Laura Alvini, clavicembalista e pianista italiana († 2005)
- 1946 - Vladimir Belousov, ex saltatore con gli sci sovietico
- 1946 - Luciano Capicchioni, procuratore sportivo e dirigente sportivo sammarinese († 2021)
- 1946 - Vincent Pastore, attore statunitense
- 1946 - Bernd Michael Rode, chimico austriaco († 2022)
- 1946 - Juliaan Vanzeebroeck, pilota motociclistico belga
- 1947 - Ryszard Białowąs, cestista polacco († 2004)
- 1947 - Xavier Darcos, saggista, politico e latinista francese
- 1947 - Alexis Herman, politica statunitense († 2025)
- 1947 - Lorenzo Loppa, vescovo cattolico italiano
- 1947 - Josto Maffeo, giornalista e scrittore italiano
- 1947 - Phil Parkes, ex calciatore inglese
- 1947 - Navinchandra Ramgoolam, politico mauriziano
- 1947 - László Réczi, ex lottatore ungherese
- 1947 - Christian Vanneste, politico e saggista francese
- 1948 - Phaibun Anyapho, ex calciatore thailandese
- 1948 - Paul Crossley, calciatore inglese († 1996)
- 1948 - Josine van Dalsum, attrice olandese († 2009)
- 1948 - Volodymyr Jevtuch, etnologo, sociologo e storico ucraino
- 1948 - Tom Latham, politico statunitense
- 1948 - Eliza Manningham-Buller, agente segreto e dirigente pubblica britannica
- 1948 - Helge Østvold, ex calciatore norvegese
- 1948 - Mauro Simonetti, ciclista su strada italiano
- 1948 - Berhaneyesus Souraphiel, cardinale e arcivescovo cattolico etiope
- 1948 - Nicoletta Casiraghi, politica italiana († 2011)
- 1949 - Claude Aigueparses, ciclista su strada francese
- 1949 - Mark Boston, musicista statunitense
- 1949 - Graydon Carter, giornalista e attore canadese
- 1949 - Tommy Mottola, produttore discografico statunitense
- 1949 - Toyokazu Nomura, ex judoka giapponese
- 1949 - Hans Rickman, astronomo svedese
- 1949 - Zhang Weiping, ex cestista cinese
- 1950 - Bruno Di Cola, ex arbitro di calcio italiano
- 1950 - Mario Osbén, calciatore cileno († 2021)
- 1950 - Denise Stoklos, attrice teatrale, drammaturga e regista teatrale brasiliana
- 1950 - Guido Zucconi, architetto e storico dell'architettura italiano
- 1951 - Marco Di Tillo, autore televisivo, scrittore e regista italiano
- 1951 - Esther Dyson, giornalista statunitense
- 1951 - Władysław Stecyk, ex lottatore polacco
- 1952 - Martha Coakley, avvocata e politica statunitense
- 1952 - Chris Cross, bassista britannico († 2024)
- 1952 - Gianluca De Ponti, ex calciatore italiano
- 1952 - Erminia Emprin, politica italiana
- 1952 - Cinzia Ghigliano, fumettista, pittrice e illustratrice italiana
- 1952 - Franklin Graham, predicatore, pastore protestante e scrittore statunitense
- 1952 - Jerry Houser, attore e doppiatore statunitense
- 1952 - Jean-Paul James, arcivescovo cattolico francese
- 1952 - Jeff Lindsay, scrittore statunitense
- 1952 - Lorenzo Magnani, filosofo italiano
- 1952 - Stan Shaw, attore statunitense
- 1952 - Joel Silver, produttore cinematografico e produttore televisivo statunitense
- 1953 - Andrea Bevilacqua, regista italiano
- 1953 - Bebe Buell, modella, cantante e manager statunitense
- 1953 - Lino Capra Vaccina, musicista italiano
- 1953 - Marcello Capra, chitarrista e compositore italiano
- 1953 - Dorothée, conduttrice televisiva, cantante e attrice francese
- 1953 - Victor Kempster, scenografo statunitense
- 1953 - Giuseppe Marchionna, politico e economista italiano
- 1953 - Didier Marouani, musicista monegasco
- 1953 - Katsuya Okada, politico giapponese
- 1953 - J. A. C. Redford, compositore, direttore d'orchestra e arrangiatore statunitense
- 1954 - Erkki Antila, biatleta finlandese († 2023)
- 1954 - Claudio Beccari, doppiatore, direttore del doppiaggio e regista italiano
- 1954 - Cinzia Romani, giornalista e scrittrice italiana
- 1955 - Michael Hennig, sollevatore tedesco
- 1955 - Gregory Lawler, matematico statunitense
- 1955 - Sándor Puhl, arbitro di calcio ungherese († 2021)
- 1956 - Bob Birch, bassista statunitense († 2012)
- 1956 - Julio Chávez, attore argentino
- 1956 - Vladimír Kulich, attore cecoslovacco
- 1956 - Franz Lackner, arcivescovo cattolico austriaco
- 1956 - Stan Pietkiewicz, ex cestista statunitense
- 1956 - Brunetto Salvarani, teologo, saggista e critico letterario italiano
- 1956 - Gradimir Smudja, fumettista, pittore e illustratore serbo
- 1956 - Bernard Toone, cestista statunitense († 2022)
- 1957 - Arthur Albiston, ex calciatore scozzese
- 1957 - Elisabetta Barbuto, politica italiana
- 1957 - Valter Binaghi, scrittore italiano († 2013)
- 1957 - Oscar Chichoni, fumettista e illustratore argentino
- 1957 - Giulia Del Buono, cantante italiana
- 1957 - Patrice Haddad, produttore cinematografico francese
- 1957 - Ivan Kolev, allenatore di calcio e ex calciatore bulgaro
- 1957 - Alessandro Saša Ota, giornalista e fotografo italiano († 1994)
- 1957 - Anna Tramontano, biologa italiana († 2017)
- 1958 - Sajpulla Absaidov, ex lottatore russo
- 1958 - Anthony Atala, chirurgo peruviano
- 1958 - Leon Boden, attore, regista e doppiatore tedesco († 2020)
- 1958 - Carlo Faiello, cantautore, compositore e musicologo italiano
- 1958 - Mircea Geoană, politico e diplomatico rumeno
- 1958 - Joe Keenan, sceneggiatore, produttore televisivo e scrittore statunitense
- 1958 - Jujie Luan, schermitrice cinese
- 1958 - Gail Mancuso, regista statunitense
- 1958 - Antonio Roccuzzo, giornalista italiano
- 1958 - Scott Rudin, produttore cinematografico statunitense
- 1958 - José Russo, ex calciatore uruguaiano
- 1958 - Roberto Scandiuzzi, basso italiano
- 1958 - Rosanna Virgili, scrittrice e biblista italiana
- 1959 - Peter Angerer, ex biatleta tedesco occidentale
- 1959 - Magolina Bácsa, ex cestista ungherese
- 1959 - Wallace Bryant, ex cestista e allenatore di pallacanestro statunitense
- 1959 - Angelika Grieser, ex nuotatrice tedesca occidentale
- 1959 - Daniele Lucantoni, ex cestista italiano
- 1959 - Susana Martinez, politica e avvocata statunitense
- 1959 - Vladimir Nikitin, ex fondista sovietico
- 1959 - Lahcen Ouadani, ex calciatore marocchino
- 1959 - Stefano Pintucci, oculista italiano († 2007)
- 1960 - Cesare Carlacci, ex hockeista su ghiaccio italiano
- 1960 - Marin Dokuzovski, ex cestista e allenatore di pallacanestro macedone
- 1960 - Kyle Gass, chitarrista e attore statunitense
- 1960 - Angélique Kidjo, cantante beninese
- 1960 - Jane Lynch, attrice, conduttrice televisiva e comica statunitense
- 1960 - Heorhij Pohosov, ex schermidore sovietico
- 1961 - Ahmed Aassid, filosofo, scrittore e attivista berbero
- 1961 - Judi Brown, ex ostacolista e politica statunitense
- 1961 - Unsuk Chin, compositrice sudcoreana
- 1961 - Jackie Earle Haley, attore statunitense
- 1961 - Viola Langella, ex calciatrice italiana
- 1961 - Howard Lutnick, imprenditore e dirigente d'azienda statunitense
- 1961 - Mary Mazzio, regista, produttrice cinematografica e sceneggiatrice statunitense
- 1961 - Carlo Presotto, attore e drammaturgo italiano
- 1961 - Paola Ruggeri, modella venezuelana
- 1961 - Annalisa Spiezie, giornalista italiana
- 1962 - Agim Canaj, allenatore di calcio e ex calciatore albanese
- 1962 - Vilad Nomcharoen, calciatore e giocatore di calcio a 5 thailandese († 2014)
- 1962 - Patricio Toledo, ex calciatore cileno
- 1962 - Domènec Torrent, allenatore di calcio e ex calciatore spagnolo
- 1962 - Carolina Vera, meteorologa argentina
- 1963 - Aja, attrice pornografica statunitense († 2006)
- 1963 - Takis Barberis, chitarrista e compositore greco
- 1963 - Wouter Bos, politico olandese
- 1963 - Torben Christensen, ex calciatore danese
- 1963 - Kostas Georgakopoulos, ex discobolo greco
- 1963 - Rolando Maran, allenatore di calcio e ex calciatore italiano
- 1963 - Michel Miyazawa, ex calciatore giapponese
- 1963 - Danilo Pennone, scrittore e compositore italiano
- 1963 - Harold Pressley, ex cestista e allenatore di pallacanestro statunitense
- 1963 - Heinz Weis, ex martellista tedesco
- 1964 - Marcelino Bolívar, ex pugile venezuelano
- 1964 - Massimo De Ambrosis, doppiatore, dialoghista e direttore del doppiaggio italiano
- 1964 - Jane Espenson, produttrice televisiva e sceneggiatrice statunitense
- 1964 - Lisa Ingram, ex cestista statunitense
- 1964 - Alberto Nigra, politico italiano
- 1964 - Mathias Ntawulikura, ex mezzofondista e maratoneta ruandese
- 1964 - Franck Pons, ex sciatore alpino francese
- 1964 - Imiri Sakabashira, fumettista e pittore giapponese
- 1964 - Daniela Simonetti, giornalista e saggista italiana
- 1964 - Heike Singer, ex canoista tedesca
- 1965 - Bibo Bergeron, regista, animatore e sceneggiatore francese
- 1965 - Christophe Bonvin, ex calciatore svizzero
- 1965 - Igor' Chorošev, tastierista russo
- 1965 - Danny Noonan, ex giocatore di football americano statunitense
- 1965 - Lou Savarese, ex pugile statunitense
- 1965 - Tan Liangde, ex tuffatore cinese
- 1966 - Julija Antipova, ex slittinista sovietica
- 1966 - Günter Bittengel, allenatore di calcio e ex calciatore ceco
- 1966 - Owen Coyle, allenatore di calcio e ex calciatore scozzese
- 1966 - Tanya Donelly, cantautrice e chitarrista statunitense
- 1966 - Ted Eck, ex calciatore e allenatore di calcio statunitense
- 1966 - Essam El-Gindy, scacchista egiziano
- 1966 - Heine Fernandez, ex calciatore danese
- 1966 - Matthew Fox, attore statunitense
- 1966 - Andrea Magi, ex pugile italiano
- 1966 - Michail Marchel', allenatore di calcio e ex calciatore bielorusso
- 1966 - Stefano Massaron, scrittore italiano
- 1966 - Ellen Reid, cantante e tastierista canadese
- 1966 - Brian Selznick, illustratore e scrittore statunitense
- 1966 - Fabiano Vandone, ex pilota automobilistico e giornalista italiano
- 1966 - Ralf Waldmann, pilota motociclistico tedesco († 2018)
- 1967 - Deán Borges, ex cestista statunitense
- 1967 - Karsten Braasch, ex tennista tedesco
- 1967 - Alfredo Cospito, terrorista e anarchico italiano
- 1967 - Kurt Elsasser, cantante e musicista austriaco
- 1967 - Thomas Flemming, ex nuotatore tedesco
- 1967 - Mitch Halpern, arbitro di pugilato statunitense († 2000)
- 1967 - Jeff Jarrett, wrestler e imprenditore statunitense
- 1967 - Patrick Kennedy, politico statunitense
- 1967 - Kim Gi-hun, ex pattinatore di short track sudcoreano
- 1967 - Marios Kōnstantinou, allenatore di calcio e ex calciatore cipriota
- 1967 - Leonardo Lavalle, allenatore di tennis e ex tennista messicano
- 1967 - Alessandro Lazzaretto, ex giocatore di football americano e allenatore di football americano italiano
- 1967 - Mădălina Manole, cantante e compositrice rumena († 2010)
- 1967 - Oleg Meleščenko, allenatore di pallacanestro e ex cestista sovietico
- 1967 - Darío Ortiz, allenatore di calcio e ex calciatore argentino
- 1967 - Valérie Pécresse, politica francese
- 1967 - Marcos Aurelio Pérez Caicedo, arcivescovo cattolico ecuadoriano
- 1968 - Stefano Daniel, allenatore di calcio, dirigente sportivo e ex calciatore italiano
- 1968 - Samantha Gori, ex cestista italiana
- 1968 - Hwang Sun-hong, allenatore di calcio e ex calciatore sudcoreano
- 1968 - Luigi Iacovelli, militare italiano
- 1968 - Mitsuaki Kojima, ex calciatore giapponese
- 1968 - Gino Sabatini Odoardi, artista italiano
- 1968 - Mark Sutcliffe, politico, giornalista e editore canadese
- 1969 - Nicola Fiorita, giurista e politico italiano
- 1969 - Francisco Javier González, ex calciatore spagnolo
- 1969 - Laurieann Gibson, coreografa canadese
- 1969 - Billy Herrington, attore pornografico statunitense († 2018)
- 1969 - Mario Manzoni, dirigente sportivo e ex ciclista su strada italiano
- 1969 - Craig Ricci Shaynak, attore statunitense
- 1969 - Jaroslav Sakala, saltatore con gli sci ceco
- 1969 - Kazushi Sakuraba, artista marziale misto e wrestler giapponese
- 1969 - Yasuhiro Yoshida, ex calciatore giapponese
- 1969 - Alessandro D'Errico, doppiatore italiano
- 1969 - Carlo de Gavardo, pilota motociclistico cileno († 2015)
- 1970 - Germano Bellavia, attore italiano
- 1970 - Catherine Curtin, attrice statunitense
- 1970 - Gareth Marriott, ex canoista britannico
- 1970 - James Marsh, ex cestista e allenatore di pallacanestro tedesco
- 1970 - Mike McFarland, doppiatore, direttore del doppiaggio e dialoghista statunitense
- 1970 - Natal'ja Miškutënok, ex pattinatrice artistica su ghiaccio sovietica
- 1970 - Grant Needham, ex calciatore canadese
- 1970 - Michael Pitiot, regista televisivo, sceneggiatore e ambientalista francese
- 1970 - Kiko Ramírez, allenatore di calcio e ex calciatore spagnolo
- 1970 - Nina Siemaszko, attrice statunitense
- 1970 - Mark Strickland, ex cestista e allenatore di pallacanestro statunitense
- 1971 - Bobby Despotovski, ex calciatore australiano
- 1971 - Bubba Ray Dudley, wrestler statunitense
- 1971 - Zaza Gogava, generale georgiano
- 1971 - Dave Hewett, ex rugbista a 15 e allenatore di rugby a 15 neozelandese
- 1971 - Allan Johansen, ex ciclista su strada e dirigente sportivo danese
- 1971 - Jari Mantila, ex combinatista nordico finlandese
- 1971 - Nick McCabe, chitarrista britannico
- 1971 - Ross Rebagliati, snowboarder canadese
- 1971 - William Rubio, pilota motociclistico francese
- 1971 - Giovanni Savarese, ex calciatore e allenatore di calcio venezuelano
- 1971 - Marie-Chantal Toupin, cantante canadese
- 1971 - Elena Varvello, poetessa e scrittrice italiana
- 1971 - Howard Webb, ex arbitro di calcio inglese
- 1972 - Ill Bill, rapper e produttore discografico statunitense
- 1972 - Salvatore Cuomo, cuoco, imprenditore e personaggio televisivo italiano
- 1972 - Devis Favaro, ex ostacolista italiano
- 1972 - Leonardo Alberto González, allenatore di calcio e ex calciatore venezuelano
- 1972 - Saša Hiršzon, ex tennista jugoslavo
- 1972 - Loïc Le Meur, imprenditore francese
- 1972 - Lou Roe, ex cestista statunitense
- 1972 - Andreas Urs Sommer, filosofo, pubblicista e numismatico tedesco
- 1972 - Masami Suzuki, attrice, doppiatrice e cantante giapponese
- 1972 - Manfred Weber, politico tedesco
- 1973 - Andri Snær Magnason, scrittore e poeta islandese
- 1973 - Aleksandar Bućan, allenatore di pallacanestro serbo
- 1973 - Kōta Hirano, fumettista giapponese
- 1973 - Pétur Marteinsson, ex calciatore islandese
- 1973 - Halil Mutlu, ex sollevatore turco
- 1973 - Candela Peña, attrice spagnola
- 1974 - Aleksandr Bysov, pentatleta bielorusso
- 1974 - Enrique Cabrera, scultore messicano
- 1974 - Federica Camba, cantautrice, produttrice discografica e compositrice italiana
- 1974 - Martina Hill, comica, attrice e doppiatrice tedesca
- 1974 - David Mitchell, comico e attore britannico
- 1974 - Pavlina Nola, ex tennista bulgara
- 1974 - Corrado Nuccini, chitarrista e compositore italiano
- 1974 - Maxine Peake, attrice inglese
- 1974 - Mirko Perniola, fumettista italiano
- 1974 - Piotr Rysiukiewicz, ex velocista polacco
- 1974 - Abubakar Shekau, terrorista nigeriano († 2021)
- 1974 - Siniša Skelin, ex canottiere croato
- 1974 - Cristiano Spadoni, fumettista italiano
- 1975 - Amy Acuff, ex altista statunitense
- 1975 - Silvio Baratta, ex arbitro di calcio italiano
- 1975 - Domenico Bennardi, politico italiano
- 1975 - Loredana Cannata, attrice e attivista italiana
- 1975 - Maria-Joëlle Conjungo, ex ostacolista centrafricana
- 1975 - Erick Dampier, ex cestista statunitense
- 1975 - Derlei, ex calciatore brasiliano
- 1975 - Gunnleifur Gunnleifsson, allenatore di calcio e ex calciatore islandese
- 1975 - Taboo, rapper e attore statunitense
- 1975 - Jamey Johnson, cantante statunitense
- 1975 - Marketa Kochta, ex tennista tedesca
- 1975 - Eddie Lucas, ex cestista statunitense
- 1975 - Tamás Varga, pallanuotista ungherese
- 1975 - Jan Velkoborský, ex calciatore ceco
- 1976 - Monique Covet, ex attrice pornografica ungherese
- 1976 - Petr Drobisz, allenatore di calcio e ex calciatore ceco
- 1976 - Julio Antonio Medina, allenatore di calcio e ex calciatore panamense
- 1976 - David Moreau, regista e sceneggiatore francese
- 1976 - Josh Pittman, ex cestista statunitense
- 1976 - Diego Rivarola, ex calciatore argentino
- 1976 - Kirsten Sheridan, regista, sceneggiatrice e montatrice irlandese
- 1976 - Curtis Staples, ex cestista statunitense
- 1977 - Peter Abelsson, ex calciatore svedese
- 1977 - Werner Greeff, ex rugbista a 15 sudafricano
- 1977 - Huck Hodge, compositore statunitense
- 1977 - Veronica Maya, conduttrice televisiva e showgirl italiana
- 1977 - Daniele Montereali, giocatore di biliardo italiano
- 1977 - Gonzalo Norberto Pavone, ex calciatore argentino
- 1977 - Adil Ramzi, ex calciatore marocchino
- 1977 - Alessandra Selmi, scrittrice italiana
- 1977 - Alessio Spataro, fumettista e disegnatore italiano
- 1977 - Vittoria di Svezia, principessa svedese
- 1977 - Maciej Tomczak, schermidore polacco
- 1978 - Laura Barbierato, ex calciatrice italiana
- 1978 - Mike Bernard, ex cestista e allenatore di pallacanestro britannico
- 1978 - Peter Buljan, ex calciatore australiano
- 1978 - Roger Clark, attore statunitense
- 1978 - Mattias Ekström, pilota automobilistico svedese
- 1978 - Donte Gamble, ex giocatore di football americano statunitense
- 1978 - Dmitrij Jur'evič Grigorenko, politico russo
- 1978 - Roger Grimau, ex cestista e allenatore di pallacanestro spagnolo
- 1978 - Ryūji Kawai, ex calciatore giapponese
- 1978 - Martina Lechner, ex sciatrice alpina austriaca
- 1978 - Giorgio A. Tsoukalos, personaggio televisivo svizzero
- 1979 - Luciano Antonelli, allenatore di calcio a 5 e ex giocatore di calcio a 5 argentino
- 1979 - Erkan Baş, politico turco
- 1979 - Ariel Garcé, ex calciatore argentino
- 1979 - Keñes Raqyşev, imprenditore kazako
- 1979 - Sergej Ignaševič, allenatore di calcio e ex calciatore russo
- 1979 - Sokol Ishka, ex calciatore albanese
- 1979 - Yukiko Motoya, scrittrice, drammaturga e doppiatrice giapponese
- 1979 - Parthena Nikolaidou, ex cestista greca
- 1979 - Jenny Olsson, fondista svedese († 2012)
- 1979 - Scott Porter, attore statunitense
- 1979 - Artur Soares Dias, ex arbitro di calcio portoghese
- 1979 - Clederson César de Souza, ex calciatore brasiliano
- 1979 - Adolfo Daniele Speranza, ex calciatore italiano
- 1979 - Robin Szolkowy, ex pattinatore artistico su ghiaccio tedesco
- 1979 - Axel Teichmann, ex fondista tedesco
- 1979 - Lenae Williams, ex cestista statunitense
- 1980 - Andrea Bosca, attore e regista italiano
- 1980 - Balian Buschbaum, ex astista tedesco
- 1980 - Ryan Case, montatrice statunitense
- 1980 - Christian Dingert, arbitro di calcio tedesco
- 1980 - Luchi Gonzalez, allenatore di calcio e ex calciatore statunitense
- 1980 - Jérôme Haehnel, allenatore di tennis e ex tennista francese
- 1980 - Assita Kanko, politica burkinabé
- 1980 - Francesco Roncalli, ex mezzofondista italiano
- 1980 - Kenia Sinclair, ex mezzofondista giamaicana
- 1980 - George Smith, ex rugbista a 15 australiano
- 1980 - Leonardo Soares Conceição, ex giocatore di calcio a 5 brasiliano
- 1980 - Mody Traoré, ex calciatore francese
- 1980 - Giuseppe Vives, calciatore italiano
- 1980 - Giulio Zardo, bobbista canadese
- 1981 - Khaled Aziz, ex calciatore saudita
- 1981 - Leandro Caruso, ex calciatore argentino
- 1981 - Trevor Fehrman, attore statunitense
- 1981 - Matti Hautamäki, ex saltatore con gli sci finlandese
- 1981 - Per Morten Kristiansen, calciatore norvegese
- 1981 - Jelena Lolović, ex sciatrice alpina serba
- 1981 - Lee Mead, attore e cantante inglese
- 1981 - Zach Moss, ex cestista statunitense
- 1981 - Lewis Neal, allenatore di calcio e ex calciatore inglese
- 1981 - Önder Turacı, ex calciatore belga
- 1981 - Marcello Pachner, giocatore di curling italiano
- 1981 - Riccardo Perego, ex cestista italiano
- 1981 - Erika Sainte, attrice e regista belga
- 1981 - Potito Starace, allenatore di tennis e ex tennista italiano
- 1981 - Milow, cantautore belga
- 1981 - Fabiola Yáñez, giornalista e attrice argentina
- 1982 - Salim Arrache, ex calciatore francese
- 1982 - Achille Coser, ex calciatore italiano
- 1982 - Ted Esther, calciatore seychellese
- 1982 - Kim Holmen, ex calciatore norvegese
- 1982 - Kim Do-heon, allenatore di calcio e ex calciatore sudcoreano
- 1982 - Antonio Lombardo, politico italiano
- 1982 - Miroslav Matiaško, ex biatleta slovacco
- 1982 - Paulo Menezes, ex calciatore brasiliano
- 1982 - Nenad Novaković, ex calciatore serbo
- 1982 - Park Min-kyung, attrice sudcoreana
- 1982 - Hermán Soliz, ex calciatore boliviano
- 1982 - Ibrahima Sory Souaré, ex calciatore guineano
- 1982 - Craig Steadman, giocatore di snooker inglese
- 1983 - Igor' Andreev, allenatore di tennis e ex tennista russo
- 1983 - Murilo Becker da Rosa, ex cestista brasiliano
- 1983 - Artëm Fidler, ex calciatore russo
- 1983 - Khalil Fong, cantante e compositore statunitense († 2025)
- 1983 - Bridgitte Hartley, ex canoista sudafricana
- 1983 - Thomas Howard, giocatore di football americano statunitense († 2013)
- 1983 - Aida Soltani, ex cestista tunisina
- 1983 - Ol'ga Stul'neva, ex velocista e ex bobbista russa
- 1983 - Matt Zaba, allenatore di hockey su ghiaccio e ex hockeista su ghiaccio canadese
- 1984 - Sveva Alviti, attrice e modella italiana
- 1984 - Renaldo Balkman, cestista statunitense
- 1984 - Alice Bastos Neves, giornalista brasiliana
- 1984 - Jeremy Burge, designer e animatore australiano
- 1984 - Lenka Dlhopolcová, ex tennista slovacca
- 1984 - Mounir El Hamdaoui, dirigente sportivo, procuratore sportivo e ex calciatore marocchino
- 1984 - Mamuka Gorgodze, ex rugbista a 15 georgiano
- 1984 - Samir Handanovič, ex calciatore sloveno
- 1984 - Pavlos Kagialīs, velista greco
- 1984 - Jordan Kent, ex giocatore di football americano statunitense
- 1984 - Risa Kume, modella giapponese
- 1984 - Otar Martsvaladze, ex calciatore georgiano
- 1984 - Nilmar, ex calciatore brasiliano
- 1984 - Alex Ross Perry, regista, sceneggiatore e attore statunitense
- 1984 - Roberto Tobe, allenatore di calcio a 5 e ex giocatore di calcio a 5 spagnolo
- 1984 - Melvin Valladares, ex calciatore honduregno
- 1984 - Emily Webley-Smith, tennista britannica
- 1984 - Xu Yanwei, ex nuotatrice cinese
- 1985 - Dores André, ballerina spagnola
- 1985 - David Blair, rugbista a 15 e insegnante britannico
- 1985 - Blagoja Celeski, ex calciatore australiano
- 1985 - Chan Siu Ki, calciatore hongkonghese
- 1985 - Dennis Endras, hockeista su ghiaccio tedesco
- 1985 - Morgaro Gomis, calciatore francese
- 1985 - Digby Ioane, rugbista a 15 australiano
- 1985 - Lee Kwang-soo, attore, comico e modello sudcoreano
- 1985 - Moemedi Moatlhaping, calciatore botswano
- 1985 - Oleksandr P"jatnycja, giavellottista ucraino
- 1985 - Darrelle Revis, ex giocatore di football americano statunitense
- 1985 - Lara Ricciatti, politica italiana
- 1985 - Mykal Riley, cestista statunitense
- 1985 - Ezequiel Óscar Scarione, calciatore argentino
- 1985 - Jeff Tyrrell, pallanuotista statunitense
- 1985 - Phoebe Waller-Bridge, attrice, sceneggiatrice e drammaturga britannica
- 1986 - Rafael Berger, calciatore brasiliano
- 1986 - Pelageja, cantante russa
- 1986 - Sergej Chodos, schermidore russo
- 1986 - Alexander Gerndt, allenatore di calcio e ex calciatore svedese
- 1986 - Jesús González, cestista messicano
- 1986 - Edward Herrera, ex calciatore maltese
- 1986 - Nikolaj Kulëmin, hockeista su ghiaccio russo
- 1986 - Matthew Mills, ex calciatore inglese
- 1986 - Peta Murgatroyd, ballerina australiana
- 1986 - Dan Smith, cantautore britannico
- 1986 - Kunda Tom, calciatore cookese
- 1986 - Yordenis Ugás, pugile cubano
- 1986 - Ambruse Vanzekin, ex calciatore nigeriano
- 1986 - Jeff Williams, giocatore di poker statunitense
- 1986 - Yorick de Bruijn, tuffatore olandese
- 1987 - Igor Armaș, calciatore moldavo
- 1987 - Emre Bayav, ex cestista turco
- 1987 - Sara Canning, attrice canadese
- 1987 - Enrico Cibelli, calciatore sammarinese
- 1987 - Luca Dallavalle, orientista italiano
- 1987 - Fawzi Fayez, calciatore emiratino
- 1987 - Jeff Foote, ex cestista statunitense
- 1987 - Steven Frossard, pilota motociclistico francese
- 1987 - Raydel Hierrezuelo, pallavolista cubano
- 1987 - Margus Hunt, pesista, discobolo e giocatore di football americano estone
- 1987 - Adam Johnson, ex calciatore inglese
- 1987 - Malika Ménard, modella francese
- 1987 - Dwayne Miller, calciatore giamaicano
- 1987 - Timoci Nagusa, rugbista a 15 figiano
- 1987 - Josh Portis, giocatore di football americano statunitense
- 1987 - Raul Prata, calciatore brasiliano
- 1987 - J.P. Prince, ex cestista statunitense
- 1987 - Dan Reynolds, cantautore, musicista e produttore discografico statunitense
- 1987 - Va Sokthorn, ex calciatore francese
- 1987 - Ilaria Sommavilla, sciatrice d'erba italiana
- 1987 - Ryan Sweeting, ex tennista statunitense
- 1988 - Adrián Aldrete, calciatore messicano
- 1988 - Ria Antōniou, modella e showgirl greca
- 1988 - Melanie Bauschke, lunghista tedesca
- 1988 - Mikael Boman, ex calciatore svedese
- 1988 - Caiuby, calciatore brasiliano
- 1988 - Damiano e Fabio D'Innocenzo, regista e sceneggiatore italiano
- 1988 - Ernando, ex calciatore brasiliano
- 1988 - Simona Frapporti, ex pistard e ciclista su strada italiana
- 1988 - Travis Ganong, ex sciatore alpino statunitense
- 1988 - Elise Gatien, attrice canadese
- 1988 - Haris Harba, calciatore e ex giocatore di calcio a 5 bosniaco
- 1988 - Damir Martin, canottiere croato
- 1988 - Conor McGregor, artista marziale misto e imprenditore irlandese
- 1988 - Ronald Moore, ex cestista statunitense
- 1988 - Lucia Rispler, ex sciatrice alpina tedesca
- 1988 - Stanley Robinson, cestista statunitense († 2020)
- 1988 - Dmytro Sorokin, giocatore di calcio a 5 ucraino
- 1988 - Jérémy Stravius, ex nuotatore francese
- 1988 - James Vaughan, dirigente sportivo e ex calciatore inglese
- 1988 - Rhys Williams, ex calciatore australiano
- 1988 - Yves Djidda, ex calciatore camerunese
- 1988 - Kateryna Zubkova, nuotatrice ucraina
- 1989 - Angie Bjorklund, cestista statunitense
- 1989 - Georges Bokwé, calciatore camerunese
- 1989 - Andre Branch, giocatore di football americano statunitense
- 1989 - Jhony Cano, calciatore colombiano
- 1989 - Sean Flynn, attore e chitarrista statunitense
- 1989 - James Hanna, giocatore di football americano statunitense
- 1989 - Sakari Mattila, ex calciatore finlandese
- 1989 - Rolando McClain, giocatore di football americano statunitense
- 1989 - Kōnstantinos Mintikkīs, ex calciatore cipriota
- 1989 - Jonathan Nordbotten, ex sciatore alpino norvegese
- 1989 - Cristian Poglajen, pallavolista argentino
- 1989 - Clemens Rapp, nuotatore tedesco
- 1989 - Suphawut Thueanklang, giocatore di calcio a 5 thailandese
- 1989 - Alisha Wainwright, attrice statunitense
- 1990 - Federica Brignone, sciatrice alpina italiana
- 1990 - Mary Durojaye, ex cestista nigeriana
- 1990 - Patricia Gunawan, modella, conduttrice televisiva e conduttrice radiofonica indonesiana
- 1990 - Uladzimir Ihnacik, tennista bielorusso
- 1990 - Tavarres King, giocatore di football americano statunitense
- 1990 - Danil Klënkin, calciatore russo
- 1990 - Sarp Can Köroğlu, attore turco
- 1990 - Jeremy Lane, giocatore di football americano statunitense
- 1990 - Jack Leathersich, giocatore di baseball statunitense
- 1990 - Izwan Mahbud, calciatore singaporiano
- 1990 - Aleksandr Marochkın, calciatore kazako
- 1990 - Jan Nepomnjaščij, scacchista russo
- 1990 - James Nunnally, cestista statunitense
- 1990 - Jasmin Šćuk, ex calciatore bosniaco
- 1990 - Andrea Seculin, calciatore italiano
- 1990 - Nathan Sobey, cestista australiano
- 1991 - Martín Barragán, calciatore messicano
- 1991 - Erik Bjornsen, ex fondista statunitense
- 1991 - Rossella Fiamingo, schermitrice italiana
- 1991 - Maksim Kanunnikov, calciatore russo
- 1991 - Miodrag Mitrović, calciatore svizzero
- 1991 - Shabazz Napier, cestista statunitense
- 1991 - Cihan Özkara, calciatore azero
- 1991 - Patty, cantante polacca
- 1991 - José Luis Espinosa Arroyo, calciatore spagnolo
- 1991 - Yang Zhe, sollevatore cinese
- 1991 - Lucas dos Santos Rocha da Silva, calciatore brasiliano
- 1992 - Joaquim Adão, ex calciatore angolano
- 1992 - Bryan Anastatia, calciatore olandese
- 1992 - Bryce Bennett, sciatore alpino statunitense
- 1992 - Malik Blumenthal, attore tedesco
- 1992 - Brytiago, cantautore e cantante portoricano
- 1992 - Billy Joe Castle, giocatore di snooker inglese
- 1992 - Ibrahim Djambo, cestista maliano
- 1992 - Lazar Đorđević, calciatore serbo
- 1992 - Kevin Dodd, giocatore di football americano statunitense
- 1992 - Markeisha Gatling, cestista statunitense
- 1992 - Hunter Henry, giocatore di football americano statunitense
- 1992 - Jonas Hofmann, calciatore tedesco
- 1992 - Oscar Lewicki, calciatore svedese
- 1992 - Ignazio Moser, personaggio televisivo, ex ciclista su strada e pistard italiano
- 1992 - Keijirō Ogawa, calciatore giapponese
- 1992 - Matteo Pedron, pallavolista italiano
- 1992 - Marshall Plumlee, ex cestista statunitense
- 1992 - Rayvonte Rice, cestista statunitense
- 1992 - Miki Servera, cestista spagnolo
- 1992 - Lilla Sipos, calciatrice ungherese
- 1992 - Mente Fuerte, rapper greco
- 1993 - Zelimkhan Abakarov, lottatore russo
- 1993 - Florencia Bonsegundo, calciatrice argentina
- 1993 - Federico Cattaneo, velocista italiano
- 1993 - Frans Dhia Putros, calciatore iracheno
- 1993 - Dovilė Dzindzaletaitė, triplista lituana
- 1993 - Kentan Facey, cestista giamaicano
- 1993 - Rubén García Santos, calciatore spagnolo
- 1993 - John Gibson, hockeista su ghiaccio statunitense
- 1993 - Adrián Martínez, calciatore venezuelano
- 1993 - Xavier Mitchell, giocatore di football americano statunitense
- 1993 - Julia Ratcliffe, martellista neozelandese
- 1993 - Luca Scarsini, rugbista a 15 italiano
- 1993 - Sayaka Yamamoto, cantante e modella giapponese
- 1993 - Vladimir Zografski, saltatore con gli sci bulgaro
- 1994 - Wesley Gordon, cestista statunitense
- 1994 - John McPhee, pilota motociclistico britannico
- 1994 - Petite Meller, cantautrice e modella francese
- 1994 - Yū Nakasato, calciatrice giapponese
- 1994 - Gerardo Navarrete, calciatore cileno
- 1994 - Tiziano Pasquali, rugbista a 15 italiano
- 1994 - Z.E, rapper svedese
- 1995 - Harrison Butker, giocatore di football americano statunitense
- 1995 - Fernandocosta, rapper spagnolo
- 1995 - Serge Gnabry, calciatore tedesco
- 1995 - Federico Mattiello, calciatore italiano
- 1995 - Daniel Popa, calciatore rumeno
- 1995 - Brayden Schnur, tennista canadese
- 1995 - Fred Tissot, calciatore francese
- 1995 - Brayan Véjar, calciatore cileno
- 1995 - Ryōma Yamamoto, triplista giapponese
- 1996 - Edin Bahtić, calciatore austriaco
- 1996 - Mikiah Brisco, velocista statunitense
- 1996 - Jacopo Lucarelli, cestista italiano
- 1996 - Angie Ponce, calciatrice ecuadoriana
- 1996 - Jesse Sekidika, calciatore nigeriano
- 1996 - Rina Tatsukawa, judoka giapponese
- 1997 - Filippa Angeldahl, calciatrice svedese
- 1997 - Mário Balbúrdia, calciatore angolano
- 1997 - Lorenzo Caroti, cestista italiano
- 1997 - Dominic Gruber, giocatore di football americano svizzero
- 1997 - Yūki Kakita, calciatore giapponese
- 1997 - Mitch Lightfoot, cestista statunitense
- 1997 - Darwin Lom, calciatore guatemalteco
- 1997 - Nicolas Moreno de Alboran, tennista statunitense
- 1997 - Björn Mosten, attore e modello svedese
- 1997 - Luciano Pizarro, calciatore argentino
- 1997 - Brian Torrealba, calciatore cileno
- 1997 - Giorgi Zaria, calciatore georgiano
- 1997 - Cengiz Ünder, calciatore turco
- 1998 - Sean Clifford, giocatore di football americano statunitense
- 1998 - Romain Faivre, calciatore francese
- 1998 - Lucía García, calciatrice spagnola
- 1998 - Isabel Garrido, attrice spagnola
- 1998 - Jacob Gilyard, cestista statunitense
- 1998 - Alaric Jackson, giocatore di football americano canadese
- 1998 - Paulos Korrea, calciatore cipriota
- 1998 - Linda Olivieri, ostacolista italiana
- 1998 - Andrea Panizza, canottiere italiano
- 1998 - Tomás Reymão, calciatore portoghese
- 1998 - Redon Xhixha, calciatore albanese
- 1999 - Kim Ji-yoo, pattinatrice di short track sudcoreana
- 1999 - Robert Ljubičić, calciatore croato
- 1999 - Dávid Nagy, schermidore ungherese
- 1999 - Ntanilo Spoliarits, calciatore cipriota
- 1999 - Scott Twine, calciatore inglese
- 1999 - Stefano Zampoli, hockeista su pista italiano
- 2000 - Uta Abe, judoka giapponese
- 2000 - Marcus Bingham, cestista statunitense
- 2000 - Leigha Brown, cestista statunitense
- 2000 - Jacob Hindsgaul, ex ciclista su strada danese
- 2000 - Joan Jorquera, taekwondoka spagnolo
- 2000 - Kipp Keller, calciatore statunitense
- 2000 - Rachanun Mahawan, attrice e modella thailandese
- 2000 - Mata, rapper polacco
- 2000 - Daniel Pereira, calciatore venezuelano
- 2000 - Eva Pogačar, pallavolista slovena
- 2000 - Maia Reficco, attrice argentina
- 2000 - Welliton Silva de Azevedo Matheus, calciatore brasiliano

## XXI secolo(21)
- 2001 - Jimmy Farkarlun, calciatore liberiano
- 2001 - Marie Lamure, sciatrice alpina francese
- 2001 - Aurélie Lévêque, pattinatrice di short track francese
- 2001 - Daniel Wiffen, nuotatore irlandese
- 2002 - Oso Ighodaro, cestista statunitense
- 2002 - Vadim Karpov, calciatore russo
- 2002 - Adam Moussa, cestista egiziano
- 2002 - Juan Ignacio Nardoni, calciatore argentino
- 2003 - Antonietta Cesarano, nuotatrice italiana
- 2003 - Noemi Cesarano, nuotatrice italiana
- 2003 - Hans Grahl-Madsen, sciatore alpino norvegese
- 2003 - Wyatt Oleff, attore statunitense
- 2003 - Rocco Shein, calciatore estone
- 2003 - Robert Wagner, calciatore tedesco
- 2003 - Everton Maceió, calciatore brasiliano
- 2004 - Geovanny Almeida, calciatore portoghese
- 2004 - Noah Clowney, cestista statunitense
- 2004 - Mikayil Faye, calciatore senegalese
- 2004 - Román Gómez, calciatore argentino
- 2004 - Álvaro Rodríguez, calciatore uruguaiano
- 2007 - Darby Camp, attrice statunitense